# Кубок африканських чемпіонів 1968
Кубок африканських чемпіонів 1968 — третій розіграш турніру, що проходив під егідою КАФ. Матчі проходили з квітня 1968 року по 30 березня 1969 року. Турнір проходив за олімпійською системою, команди грали по два матчі. Усього брали участь 20 команд. Чемпіонський титул удруге здобув «ТП Енглеберт» із міста Лубумбаші (ДР Конго).

## Попередній раунд
| Команда 1       | Заг.  | Команда 2     | 1-й матч | 2-й матч |
| --------------- | ----- | ------------- | -------- | -------- |
| Етуаль дю Конго | т. п. | Майті Блекпул | —        | —        |
| ФАР             | т. п. | Аугустініанс  | —        | —        |
| Сомалі Поліс    | т. п. | Космополітен  | —        | —        |
| Сектор 6        | 2-4   | Уагадугу      | 1-1      | 1-3      |

Примітки
1. ↑  «Майті Блекпул» відмовився від участі.
2. ↑  «Аугустініанс» відмовився від участі.
3. ↑  «Космополітен» відмовився від участі.

## Перший раунд
| Команда 1        | Заг.     | Команда 2            | 1-й матч | 2-й матч |
| ---------------- | -------- | -------------------- | -------- | -------- |
| Абалуйя Юнайтед  | 4-2      | Сент-Джордж          | 1-1      | 3-1      |
| Африка Спортс    | 6-4 (Д.) | ТП Енглеберт         | 2-0      | 4-4      |
| Етуаль дю Конго  | 4-6      | Орикс                | 1-2      | 3-4      |
| ФАР              | 3-0      | Фойер Франс          | 2-0      | 1-0      |
| Майті Блекпул    | 1-4      | Конакрі II           | 1-2      | 0-2      |
| Сомалі Поліс     | 2-4      | Аль-Мурада           | 1-1      | 1-3      |
| Стейшенері Сторз | 4-4      | Кейп Коаст Дворфс    | 3-2      | 1-2      |
| Уагадугу         | 1-6      | Етуаль Філант (Ломе) | 1-4      | 0-2      |

Примітки
1. ↑  «Африка Спортс» дискваліфіковано за трьох незаявлених гравців у матчах.
2. ↑  «Майті Блекпул» дискваліфіковано, тому що Ліберія була виключена з ФІФА.
3. ↑  «Стейшенері Сторз» переміг у жеребкуванні.

## Фінальний етап

### Чвертьфінал
| Команда 1            | Заг. | Команда 2        | 1-й матч | 2-й матч    |
| -------------------- | ---- | ---------------- | -------- | ----------- |
| Абалуйя Юнайтед      | 4-3  | Аль-Мурада       | 3-0      | 1-3         |
| ТП Енглеберт         | 5-0  | Орикс            | 3-0      | 2-0         |
| ФАР                  | 2-2  | Стейшенері Сторз | 1-0      | 1-2         |
| Етуаль Філант (Ломе) | 5-0  | Конакрі II       | 3-0      | 2-0 (т. п.) |

Примітки
1. ↑  Додатковий матч був зіграний на нейтральному полі в Дакарі. Матч після додаткового часу закінчився нічиєю 2-2, а «ФАР» переміг у жеребкувані.
2. ↑  «Конакрі II» знявся зі змагання після першого матчу.

### Півфінал
| Команда 1       | Заг. | Команда 2            | 1-й матч | 2-й матч |
| --------------- | ---- | -------------------- | -------- | -------- |
| Абалуйя Юнайтед | 2-4  | Етуаль Філант (Ломе) | 2-0      | 0-4      |
| ТП Енглеберт    | 4-2  | ФАР                  | 1-1      | 3-1      |

## Фінал
| 16 березня 1969 |

| ТП Енглеберт | 5–0 | Етуаль Філант (Ломе) |
| ------------ | --- | -------------------- |
|              |     |                      |

| «20 травня», Кіншаса |

| 30 березня 1969 |

| Етуаль Філант (Ломе) | 4–1 | ТП Енглеберт |
| -------------------- | --- | ------------ |
| Каоло Анану          |     | Калонзо      |

| «Ейадема», Ломе |

«ТП Енглеберт» переміг із загальним рахунком 5-4
| Чемпіон Кубка африканських чемпіонів 1968 [[Файл:Flag of the Democratic Republic of the Congo.svg\|border\|border\|100px\|ДР Конго]] ТП Енглеберт (2-й титул) |